# Книги-объекты
Книги-объекты — традиционно относятся к понятию «Книга художника», но иногда выделяются и в отдельный жанр.

## О жанре «Книги-объекты»
В XX веке книги-объекты выросли в особый жанр искусства. Ансельм Кифер, например, делал книги из волос, жести, песка, старых тряпок, дерева и металлических сеток. Ребекка Хорн творила книги из зонтика, птичьих перьев и старой оправы для очков. Театральный художник С. А. Якунин, в своих книжных объектах искусно применяет искусство бутафории и использует самый непредсказуемый рэди-мэйд вплоть до сушёной моркови. Поэт и скульптор Игорь Иогансон сделал несколько книг-скульптур, художник Марина Перчихина превращала в книги целые комнаты. Михаил Погарский и Гюнель Юран делали книги в виде реальной ветряной мельницы, трёхметрового бумажного корабля, в виде стола и стула.
В книгах-объектах текст играет, как правило, лишь вспомогательную роль, а основную художественную нагрузку несёт на себе форма объекта.

## Цитаты
- «Книга художника открывает поистине безграничные возможности для творческого самовыражения: здесь практически не существует ограничений при выборе художественной техники, формата, материала, содержания, жанра, стиля. Более того, все ее составляющие могут пересекаться, микшироваться, накладываться, обрываться на полуслове, вовлекать в свое пространство зрителя/читателя и отправлять его в странные путешествия по изгибам нелинейных прочтений»[2] — Михаил Погарский, 2015.